# Friedhof Schönow
Der Friedhof Schönow ist eine ehemalige Begräbnisstätte am Teltower Damm im Ortsteil Zehlendorf im Berliner Bezirk Steglitz-Zehlendorf.

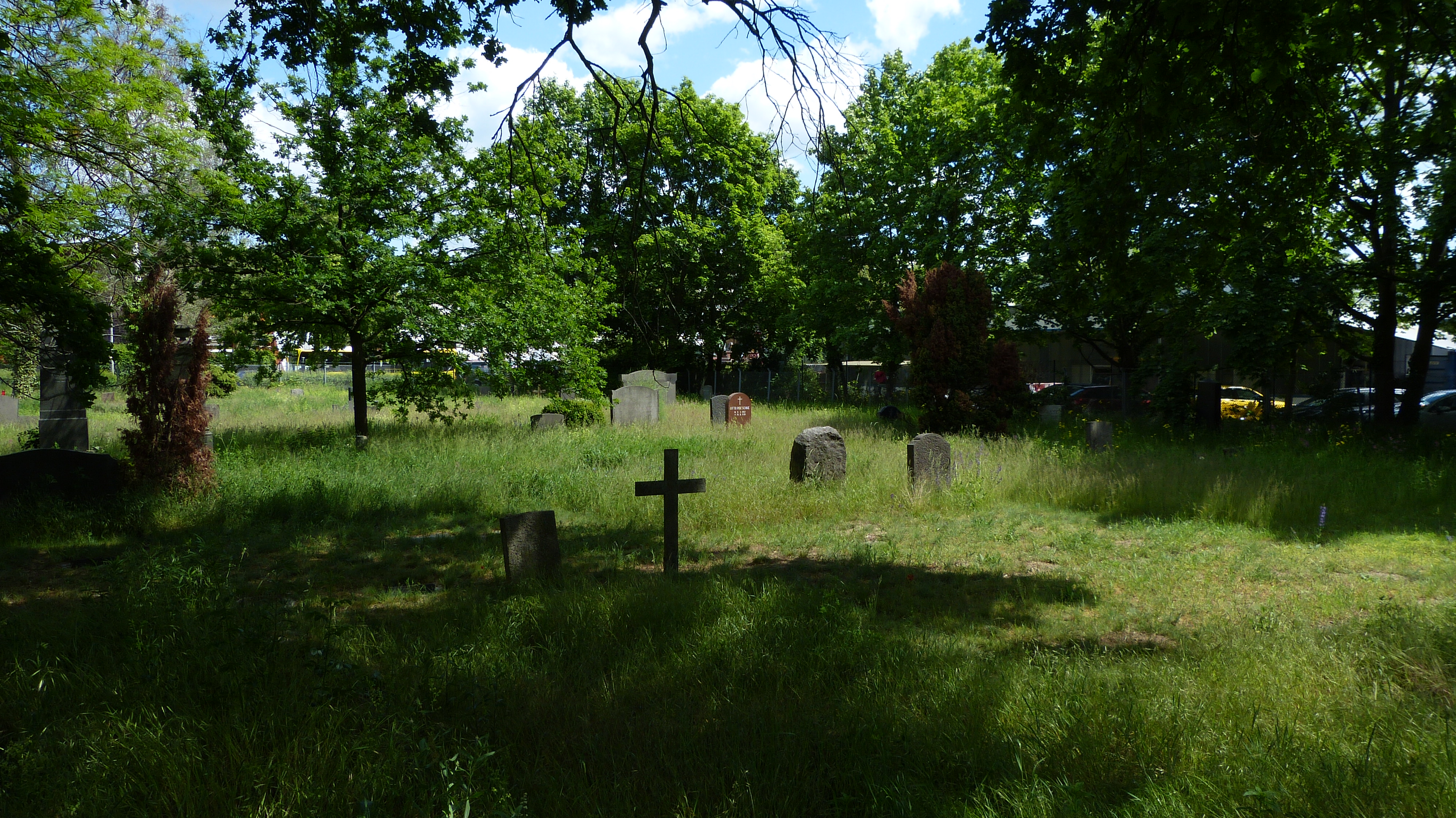
Friedhof Schönow heute

Er wurde 1831 auf einer bereits existierenden Begräbnisstelle angelegt. Viele Familien  aus Schönow haben sich hier beerdigen lassen.
1905 wurde der Friedhof nach Plänen des Stadtgartendirektors Emil Schubert erweitert. 
1945 wurden hier 113 Opfer von Krieg und Gewaltherrschaft beerdigt. Sie waren größtenteils junge und alte Männer, die bei der Schlacht um Berlin am Ufer des Teltowkanals bei Gefechten starben. Die sterblichen Überreste wurden auf 4 Sammelgräber und 18 Einzelgräber verteilt.

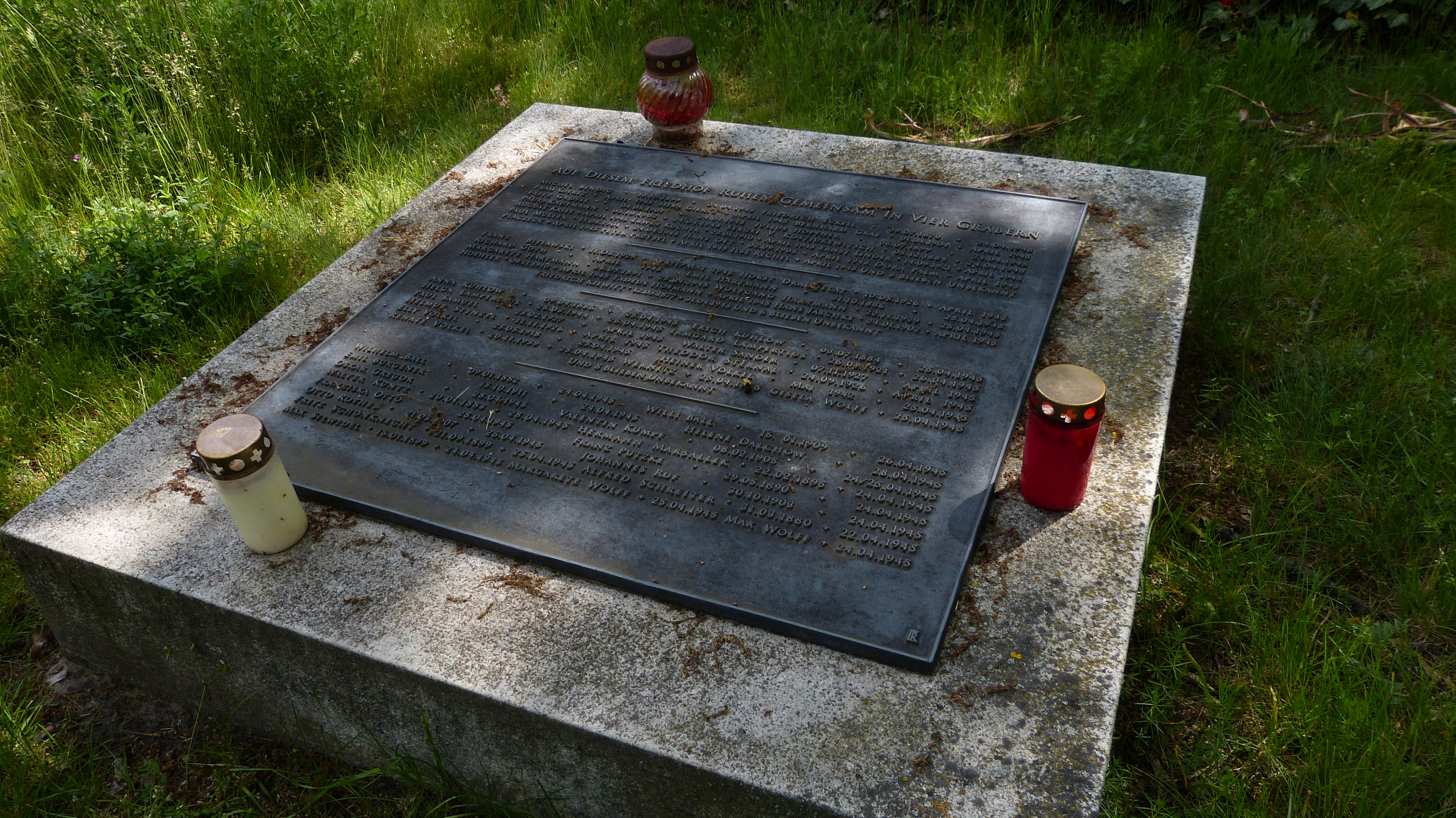
Sammelgrab auf dem Friedhof Schönow

Seit 1968 ist der Friedhof für Belegungen geschlossen. In den 1990er Jahren liefen die letzten regulären Ruhefristen aus. Allerdings blieben die Kriegsgräber aufgrund des dauerhaften Ruherechts bestehen.
Heutzutage ist die Fläche nach Angaben der Senatsverwaltung eine „Grünanlage mit Friedhofscharakter“.